# Benjamin Hendrickson
Benjamin Hendrickson (26 de agosto de 1950 - 1 de julio de 2006) fue un actor estadounidense.
Graduado de la escuela Juilliard School's Drama Division. Apareció en películas estadounidenses como "The Elephant Man" y "Manhunter". El 28 de febrero de 2002 apareció en la serie de televisión "As the World Turns". La última transmisión de esta serie fue el 12 de julio de 2006, nueve días después de la muerte de Bendrick Hendrickson. También estuvo nominado para varias entregas de premios. En 1988 fue su primera nominación y también fue el primer premio que recibió por su carrera de actor.
- Datos: Q946815